# John Mankey Riggs

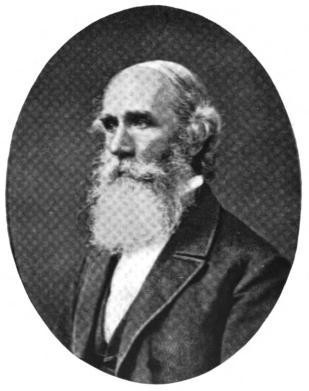
John Mankey Riggs

John Mankey Riggs (Seymour, 25 oktober 1811 - 11 november 1885) was een vooraanstaande deskundige op het gebied van parodontologie in Amerika en de behandeling van parodontitis (gingivitis expulsiva), ook wel de 'ziekte van Riggs' genoemd. Hij was ook de eerste chirurg die een patiënt onder narcose behandelde.
Riggs studeerde in 1854 af aan Baltimore College of Dental Surgery. Hierna was hij tandarts in Hartford, waar hij zich als eerste tandarts specialiseerde in parodontologie. Hij werkte samen met Horace Wells, die hij in 1844 behandelde terwijl deze onder de invloed was van lachgas. Zijn behandeling van parodontitis bestond eruit dat hij het afgestorven bot van de tanden wegschraapte, waarna hij een tincture van mirre aanbracht en de tanden polijste. In een postuum verschenen essay beschreef de Amerikaanse schrijver Mark Twain hoe hij met een fles chloroform in de hand twee dagen lang door Riggs werd behandeld.